# Aznar II. Galíndez
Aznar II. Galíndez († vor 893) war ein Graf von Aragón im späten 9. Jahrhundert aus dem Haus Galíndez. 
Über Aznar II. ist nichts weiter als seine im Codex de Roda beschriebenen Familienverhältnisse bekannt. Er war der Sohn des Galindo I. Aznárez und verheiratet mit Oneca, einer Tochter des Königs García Íñiguez von Pamplona. Ihre Kinder waren:
- Galindo II. Aznárez († 922/924), Graf von Aragón.
- García Aznarez.
- Sancha Aznárez; ⚭ mit Muhammad „Atauil“ al-Tawil, Wali von Huesca.

Er kann nicht wie die Crónica de San Juan de la Peña behauptet im Jahr 858 amtiert und im Jahr 903 gestorben sein. Die Urkunden seines Vaters und Sohnes sprechen dagegen.